# Naomi Weeland
Naomi Weeland (9 december 1996) is een Nederlands langebaanschaatsster. 
Sinds 2015 nam ze meermalen deel aan de Nederlandse Kampioenschappen, op de sprintafstanden.

## Records

### Persoonlijke records[2]
| Afstand    | Tijd    | Datum             | Baan       |
| ---------- | ------- | ----------------- | ---------- |
| 500 meter  | 39,44   | 29 september 2017 | Inzell     |
| 1000 meter | 1.20,19 | 26 januari 2020   | Heerenveen |
| 1500 meter | 2.07,61 | 5 februari 2017   | Inzell     |
| 3000 meter | 4.51,55 | 11 januari 2014   | Den Haag   |